# Habenaria bequaertii
Habenaria bequaertii är en orkidéart som beskrevs av Victor Samuel Summerhayes. Habenaria bequaertii ingår i släktet Habenaria och familjen orkidéer. Inga underarter finns listade i Catalogue of Life.